# Ryde, Isle of Wight
Ryde är en stad och civil parish på ön Isle of Wight i södra England. Staden ligger vid Solentsundet på öns nordöstra del. Tätorten (built-up area) hade 24 096 invånare vid folkräkningen år 2021.